# Ghostrunner 2
Ghostrunner 2 — відеогра у жанрі платформерного бойовика, розроблена польською студією One More Level та видана італійською 505 Games. Є продовженням Ghostrunner 2020 року. Гра вийшла 26 жовтня 2023 року для Microsoft Windows, PlayStation 5 та Xbox Series.

## Ігролад
Ігролад ведеться від першої особи. Головний герой Джек дуже спритний, він може долати небезпечні перешкоди, стрибаючи, бігаючи по стінах і ковзаючи. Він також може використовувати гак, щоб розгойдуватися в оточенні, і використовувати функцію «Сенсорне підсилення» (англ. Sensory Boost), яка ненадовго сповільнює час, дозволяючи Джеку використовувати стрейф у повітрі. У грі також додано показник витривалості, який визначає, як часто гравці можуть ухилятися та відбивати атаки. Хоча меч є основною зброєю гравця, Джек також має доступ до кількох спеціальних здібностей, які можна використовувати як у бойових ситуаціях, так і для розв'язання головоломок. Наприклад, здатність «Сюрикен» (англ. Shuriken), яка дозволяє Джеку кидати кілька електричних сюрикенів, може бути використана для оглушення ворогів, а також для влучання у важкодоступні рубильники. І Джек, і його вороги мають дуже обмежений запас здоров'я, і обох можна вбити одним ударом.
У грі Джек повинен вирушити за межі Вежі Дхарми, щоб перемогти групу жорстоких кібер-ніндзя, які сповідують культ штучного інтелекту. У Ghostrunner 2 з'являються бої на транспортних засобах. На певних рівнях Джек може їздити на мотоциклі, одночасно борючись з ворогами та уникаючи перешкод. Рівні в грі більш нелінійні, гравці можуть планувати власні маршрути, перш ніж зіткнутися з ворогами. По мірі проходження гри гравці можуть купувати покращення, які ще більше посилюють здібності Джека. Мотоцикл, однак, не можна модернізовувати.

## Сюжет
Після подій попередньої гри Вежа Дхарми поринула в хаос. Без Архітектора (англ. Architect), Ключаря (англ. Keymaster) та їхніх армій різні фракції змагаються за контроль над вежею, накопичуючи ресурси та воюючи проти інших. Примарний бігун (англ. Ghostrunner) Джек, який таємничим чином реанімувався після перемоги над Архітектором і знищення Кіберпорожнечі (англ. Cybervoid), співпрацює зі Скелелазами (англ. Climbers), повстанською фракцією, яка його відбудувала, щоб створити керівну раду.
Одна з фракцій, Молоти (англ. Hammers), останнім часом стала набагато небезпечнішою та організованішою після прибуття нового лідера, Арімана. Джек вирушає запобігти їхньому захопленню реактора на вершині вежі, але не встигає прибути туди раніше за Арімана. Аріман виявляється Примарним бігуном, і разом з проєкціями двох інших Примарних бігунів, Раху та Мадху, що разом називаються Асура, використовує реактор, щоб оживити деактивованого лідера Асури, Мітру. Коли Асура тікають, Джек бореться з Аріманом і перемагає його за допомогою солдата на ім'я Адріан Бакунін, якого згодом заарештовують Скелелази.
У штаб-квартирі Ради Інтерфейсу (англ. Interface Council) Бакунін, колишній член армії Мари, який до того, як перейшов на бік ворога, пояснює, що Асури були першими Примарними бігунами, створеними Адамом і Марою як стражі. Однак вони збилися з шляху і більше їх ніхто не бачив. Не знаючи, як вистежити Асуру, голова ради Коннор Мюллер відправляє Джека розслідувати секту, що поклоняється Архітектору. Побоюючись повернення Архітектора, Джек проникає до храму культу, залучивши на допомогу союзника Бакуніна, хакера Кіру. У глибинах собору Джек з'ясовує, що культ контролюється Раху Асури, який може вільно керувати Кіберпорожнечею, і, можливо, саме завдяки йому Джек вижив після видалення Архітектора. З допомогою Кіри Джеку вдається вивести Раху з ладу і втекти з Кіберпорожнечі, а також знайти фізичне тіло Раху - обезголовлену голову Примарного бігуна.
Повернувшись до штаб-квартири, Скелелази намагаються вивчити Раху, але перш ніж вони встигають це зробити, Мітра вривається до них, вбиває Мюллера і викрадає Раху, після чого тікає. Джек переслідує його, вистежуючи Мітру по всьому місту і врешті-решт повністю залишає Вежу Дхарми. Джек опиняється в апокаліптичному Позамежжі (англ. Outside), де блукає обгорілими руїнами, виявляючи, що Позамежжя населене здичавілими біомеханічними гуманоїдами. Вистежуючи Мітру, Джек спілкується з Мадху з Асури, який створив цих біомеханічних істот, яких він називає «Приплоди» (англ. Scions). Зрештою Джек наближається до Асури, але зрештою знову потрапляє в пастку Раху в Кіберпорожнечі.
У Кіберпорожнечі Джеку вдається вирватися з ілюзії Раху, і він розпочинає пошуки журналів даних про Архітектора. Раху припускає, що ці дані, мабуть, помістив туди Архітектор, і саме це дозволило Джеку втекти. Раху благає Джека розшифрувати записи, пропонуючи перемир'я, щоб дізнатися більше про себе. Записи показують, що Мітра спочатку був людиною на ім'я Ґіґес, суперником Адама і Мари. Ґіґес намагався знищити пару, але був схоплений, допитаний і підданий тортурам, після чого був насильно перетворений на першого Примарного бігуна. Мітра та інші прототипи Примарних бігунів намагалися вбити Адама і Мару, але їм завадили. Мітру деактивували і замкнули в постійному стазі, Мадху вислали за межі Вежі, Раху розчленували і зберегли як настільну прикрасу, і лише Ахріману, який не брав безпосередньої участі, дозволили продовжувати служити парі. Раху і Джек усвідомлюють, що кінцевою метою Мітри було не возвеличення Примарних бігунів, як було сказано Асурі, а помста Адаму і Марі шляхом знищення Дхарми і всіх, хто в ній перебуває.
Раху об'єднується з Джеком і звільняє його з Кіберпорожнечі. У реальному світі минуло три тижні. За цей час Мітра, Мадху та їхня армія Приплодів прорвалися до Вежі Дхарми і почали сіяти хаос. Джек завантажує в себе Раху і мчить назад до Вежі Дхарми, прибувши вчасно, щоб перемогти Мадху за мить до того, як він зможе вбити Бакуніна. З допомогою Раху та Скелелазів Джек підіймається на вежу і перехоплює Мітру в реакторі. Мітра, розлючений на Джека і Раху, атакує, оскільки Раху припускає, що Мітра насправді не Ґіґес, а Примарний бігун, запрограмований пам'яттю Ґіґеса. Зрештою, Джек вбиває Мітру, рятуючи Вежу.
Після цього Кіра починає працювати над патогеном, який вб'є решту Приплодів у вежі; Зої береться за організацію Ради Інтерфейсу, а Джек на прохання Раху підключає його до Собору, щоб він міг дожити свої дні в Кіберпорожнечі на самоті. Джек вирішує покинути вежу Дхарми, щоб віднайти своє місце в житті. У сцені після титрів Кіра сканує зразки ґрунту, отримані ззовні, і виявляє, що одна партія виявилася родючою.

## Розробка та випуск
Розробка гри велася польською компанією One More Level. Ігровий директор Радослав Ратушнік назвав гру «еволюцією» оригінальної Ghostrunner. Хоча гра створювалася за принципом важкого випробування, команда запровадила різні покращення ігрового процесу, щоб зробити його більш доступним для нових гравців. До прикладу, команда запровадила механіку активного блокування для гравців, які не могли впоратися з системою швидкого пересування в грі. Провідний геймдизайнер Лукаш Вабік назвав «Самурай Джек» одним джерелів натхення гри. Мотоцикл Джека був доданий до гри, оскільки команда відчула, що він відповідає швидкому темпу бою та естетиці кіберпанку.
У березні 2021 року 505 Games, співвидавець першої гри, оголосила, що придбала права на інтелектуальну власність у All In Games за 5 мільйонів євро. Інформацію про існування сиквелу 505 Games вперше підтвердила у травні 2021 року. Офіційно гра була представлена у травні 2023 року. Гра вийшла на PlayStation 5, Windows та Xbox Series 26 жовтня 2023 року. Гравці, які оформили попереднє замовлення на гру або придбали її дорожче видання Deluxe Edition, отримали кілька ігрових скінів для зброї та персонажа. Демо-версія гри вийшла для PlayStation 5 15 вересня 2023 року.

## Сприйняття
| Агрегатор  | Оцінка                                 |
| ---------- | -------------------------------------- |
| Metacritic | (PC) 81/100 (PS5) 80/100 (XSXS) 80/100 |

| Видання        | Оцінка |
| -------------- | ------ |
| Destructoid    | 8/10   |
| Digital Trends | [ 17 ] |
| Game Informer  | 8.5/10 |
| GamesRadar+    | [ 19 ] |
| Hardcore Gamer | 3.5/5  |
| IGN            | 9/10   |
| PC Gamer (США) | 65/100 |
| PCGamesN       | 9/10   |
| Push Square    | [ 24 ] |
| Shacknews      | 8/10   |
| VG247          | [ 26 ] |
| VideoGamer.com | 9/10   |

Ghostrunner 2 отримала «загалом схвальні» відгуки від критиків, згідно з агрегатором рецензій Metacritic. Гру було номіновано на премію The Game Awards 2023 у категорії «Найкращий бойовик».
Лорен Бергін з PCGamesN оцінила гру на 9/10: «Я дуже рада, що взялася за цей огляд Ghostrunner 2 - це, мабуть, одна з моїх найулюбленіших ігор цього року».